# Incendie du 6 septembre 2022 au Vietnam
L'incendie du 6 septembre 2022 au Vietnam est un incendie d'un bar karaoké survenu dans la nuit du 6 septembre 2022 à Thuận An, en banlieue d'Hô Chi Minh-Ville, au Vietnam.

## Déroulement
Un court-circuit électrique serait à l'origine de l'incendie selon les autorités provinciales.

## Bilan
Il fait 33 morts. Certains survivants ont sauté du deuxième et troisième étages. C'est l'un des incendies les plus meurtriers de l'histoire vietnamienne moderne.

## Réactions
Le premier ministre Phạm Minh Chính ordonne le lendemain l'inspection des établissements à risque, dont les bars karaokés.